# WRC 7
WRC 7, також відомий як WRC 7: World Rally Championship, гоночна відео-гра, заснована на Чемпіонаті світу з ралі 2017  сезону . Гра була розроблена французьким Розробником з kylotonn і опублікована 15 вересня 2017 року на Bigben Interactive для Microsoft Windows, консолях PlayStation 4 і Xbox один, ПК. У грі здійснюється офіційна ліцензія FIA esports.

## Оцінки
| Агрегатор  | Оцінка |
| ---------- | ------ |
| Metacritic | 70/100 |

| Видання                            | Оцінка |
| ---------------------------------- | ------ |
| 4Players                           | 65%    |
| Eurogamer                          | 7/10   |
| GameSpot                           | 7/10   |
| IGN                                | 7.3/10 |
| PlayStation Official Magazine — UK | 7/10   |

Гра була випущена неоднозначно, рецензенти хвалили покращення у порівнянні з її попередником, але критикували управління та відсутність глибини якщо порівнювати з подібним DiRT 4. Metacritic дав йому оцінку 70 зі 100 для кожного з трьох релізів платформи.
GameSpot сказав: «Попри всі свої дрібні недоліки й неприкритий характер у порівнянні з іншими, WRC 7, як і раніше, залишається приємною, але серйозно складною ралійною грою. Це не найприємніша гра для новачків, і навіть досвідчені перегонники знайдуть деякі з більш жорстких етапів складними».
Гра отримала нагороду як «Найкраща спортивна гра» на Ping Awards 2017 року.

## Зовнішні посилання
- Офіційний сайт